# Le Chant du Monde
Le Chant du Monde è una casa discografica francese, fondata nel 1938 da Léon Moussinac.

## Storia
Le Chant du Monde è la più antica casa discografica francese ed editore musicale attualmente in attività. È stata creata nel 1938 da Léon Moussinac ed è stata sostenuta e supportata inizialmente da compositori di musica classica quali: Georges Auric, Arthur Honegger, Charles Kœchlin, Darius Milhaud, Francis Poulenc, Albert Roussel, e direttori d'orchestra come Roger Désormière e Manuel Rosenthal.
Le Chant du Monde è conosciuta in tutto il mondo soprattutto per il suo interesse nei confronti della musica etnica e tradizionale.
Dopo la seconda guerra mondiale, l'etichetta ha acquisito Les Éditions sociales internationales e poco è diventata l'editrice francese di compositori russi come: Serge Prokofiev, Dmitri Shostakovich e Aram Il'ič Chačaturjan. Nel 1993 la compagnia si è unita all'etichetta e distributrice di musica classica di Arles Harmonia Mundi.
Attualmente pubblica vecchi classici della chanson francese, jazz, musica per bambini, musica tradizionale e musicisti rock 'n' roll.